# Jean-Jacques Delfour
Jean-Jacques Delfour est un essayiste, philosophe, professeur et critique français. Il est l'auteur de plusieurs études traitant de l'histoire de la philosophie, mais aborde également ses aspects techniques, moraux et politiques. Ses travaux comportent également diverses études d’esthétique (cinéma, théâtre, arts de l’image, théâtre de rue, dessin de presse, danse).
Le fil directeur de ces travaux porte essentiellement sur la jouissance et les effets de pouvoir qu'elle induit, en particulier dans les formes techniques. 

## Biographie
Né à Aurillac dans un milieu populaire, Jean-Jacques Delfour intègre l'École normale supérieure de Saint-Cloud en 1985.  
Agrégé de philosophie, il a enseigné dans le secondaire puis en classes préparatoires aux grandes écoles au lycée Ozenne, à Toulouse. Il a également donné des cours à l'université Toulouse I - Capitole et à l'université Toulouse II - Jean Jaurès. Actuellement, il est professeur en hypokhâgne et en khâgne A/L au lycée Saint-Sernin de Toulouse. 
Jean-Jacques Delfour a coanimé avec Daniel Borderies l'émission de culture scientifique Quai des Savoirs[Quoi ?] et collabore au festival de la Novela, Fête de la connaissance, à Toulouse, de 2008 à 2013. Depuis 1996, il collabore à la revue Cassandre/Hors-champ et à la revue électronique L'Insatiable.

## Livres
- Télé, bagnole et autres prothèses du sujet moderne. Essai sur la jouissance technologique, Toulouse, Érès, mars 2011[1]
- Petit abécédaire des haines salvatrices, Paris, Klincksieck, janvier 2013[2]
- La condition nucléaire. Réflexions sur la situation atomique de l'humanité, Paris, L’Échappée, février 2014[3].

En collaboration:
- Chemins de traverses. Les sans-voix à l’œuvre des arts, Privat, octobre 2013

## Catalogues d'exposition
- Catalogue de l’Exposition Georges Wolinski, "Wolinski: dessin du désir, dessein du politique", au musée Lafage de l’Isle-sur-Tarn. Parution : 10 juin 2008.
- Catalogue de l’Exposition Jean Cabu, "Cabu: l'art de chasser le réel à coup de dessin", au musée Lafage de l’Isle-sur-Tarn. Parution : 12 juin 2009.
- Catalogue de l’exposition Charb ("Charb ou la croisade infinie"), Jull ("Jull ou la comédie universelle") et Wiaz ("Wiaz ou l'ironie sophistiquée"), au musée Lafage de l’Isle-sur-Tarn. Parution : juin 2010.

## Articles
- La doctrine kantienne des conditions transcendantales de la paix, in: Kairos, no 6, 1994, p. 41-124.
- Au travers des oliviers : glissements progressifs vers l’étonnement, in: Les Temps Modernes, no 582, mai/juin 1995, p. 223-228.
- Paroles du temps et temps de la parole chez St. Augustin (Confessions, L. XI), in Kairos, no 7, janvier 1996, p. 11-64.
- La vidéosurveillance et le pouvoir du voir, in Lignes, no 27, février 1996, p. 151-171.
- L’éthique de la responsabilité au chevet du pouvoir médical : réflexions sur l’assistance médicale à la procréation, in Éthique, no 19, 1996/1, p. 68-82.
- L’odeur du corps et le parfum du jouir. Réflexions sur un type de transitivisme non figural, in La voix du regard, no 9, p. 60-64.
- Visage de chair et masque de beauté. À propos des visages de femme dans les publicités pour parfums et produits de beauté, in La voix du regard, no 9, p. 119-125.
- Vénalité et méritocratie ludiques à la télévision. Analyse sémiologique de l’image de la connaissance et de l’esprit humain dans les jeux télévisés, in Raison présente, no 120, p. 109-120.
- Husserl, Possibilité pure et imagination, 1922/1923, traduction, in Alter. Revue de phénoménologie, no 4, décembre 1996, p. 413-431.
- L’école de la république face à la violence, in Études, mars 1997, p. 317-326.
- Le réel, le virtuel et l’absolu, réflexions sur Lisbonne Story de W. Wenders, in La voix du regard, no 10, 1997, p. 41-51.
- Note sur « The Baby of Mâcon » de P. Greenaway : cinéma subversif ou cinéma pervers? in La voix du regard, no 10, 1997, p. 178-181.
- Le théâtre de rue est-il poujadiste ? Liberté et conformisme dans le théâtre de rue. Théâtre de rue : théâtre d’art ou majorettes en goguette ?, in Rue, Art, théâtre, hors série de Cassandre, octobre 1997.
- Une équivocité énigmatique dans le Paralogisme IV de la critique de la raison pure, in Kantstudien, année 88, no 3, 1997, p. 280-310.
- Rue et théâtre de rue. Habitation de l’espace urbain et spectacle théâtral in Espace et Société, no 90-91, février 1998, p. 145-166.
- Le cadre comme catégorie de machine scopique, in La voix du regard, no 11, printemps 1998, p. 59-63 ‘côté Commencer’.
- La propriété est-elle un droit de l’homme ?, in Dioti, no 3, juin 1998, p. 31-53.
- « Haut, bas, fragile » : de la danse du temps au temps de la danse, in Les études cinématographiques : Cahier Jacques Rivette, vol. 63, juillet 1998, p. 163-173.
- Rue et théâtre de rue in Skènè, no 2-3, 1998, p. 129-141.
- Nietzsche. Généalogie de la morale, II, § 1, in Dioti, no 4, vol. 1, 1998, 151-168.
- Nietzsche. Ainsi parlait Zarathoustra, Les contempteurs du corps, in Dioti, no 4, vol. 1, 1998, 169-181.
- Les films d’Alain Moreau ou le cinéma-dévoilement, in La Revue Documentaires, no 14, février 1999, p. 115-134.
- Narcisse, Salomon, Amphitryon. Comment naît l’image de soi, in La Voix du regard, no 12, mars 1999, p. 90-110.
- L’euthanasie légitime, in Raison présente, no 131, juin 1999, p. 109-116.
- La morale du procès du sang contaminé, in Lignes, no 38, novembre 1999, p. 132-138.
- La nudité en danse, in Figure de l’art, no 4, décembre 1999, p. 559-580.
- L’arnaque des repentances, in Raison présente, no 133, février 2000, p. 63-68.
- Relire Bentham, dans Commentaire, no 90, été 2000, p. 459-461.
- La pellicule maudite, dans L’Arche, juin 2000, p. 14-17.
- L’imagerie sotériologique de la Liste de Schindler dans La Voix du regard, no 13, automne 2000, p. 66-77.
- Bénie soit la belle vie à Auschwitz?, dans Trafic, no 35, automne 2000, p. 61-80.
- La Shoah, fait métaphysique, dans Les Temps modernes, décembre 2000/février 2001, no 611-612, p. 327-332.
- Du fondement de la distinction entre monologue et soliloque, dans L’Annuaire théâtral, no 28, oct. 2000, p. 119-129.
- Télévision et prostitution: l’économie fantasmatique de la télévision, dans La Voix du regard, no 14, automne 2001, p. 96-98.
- Idolâtries de la victime, dans Lignes, no 6, octobre 2001, p. 275-290. •	Figurations et défigurations dans les photogrammes d’Olivier Perrot, dans Figures de l’art, no 5, octobre 2001, p. 459-481.
- La peau et les choses. Catastrophe et frontières, dans Le Passant ordinaire, no 27, novembre 2001, p. 12-13. — Repris dans Toulouse, 21 septembre 2001 10 h 17. Sang dessus dessous, Toulouse, éd. Loubatières, 2001, p. 157-162.
- La liberté et le mal chez Descartes. Réflexions sur la métaphysique et l’éthique modernes, dans Kantstudien, 93e année, Cahier 1, mai 2002, p. 1-41.
- L’autorité du maître, dans Études, juin 2002, p. 807-809.
- Le crime commence avec l’image. À propos des  attentats du 11 septembre à New-York, dans La Voix du regard, no 15, septembre 2002, p. 204-209.
- Responsabilité: la grande disparition. À propos de l’arrêt Perruche et de ses avatars, dans Bioéthique et éthique médicale, hors série de la revue Res Publica, no 1, octobre 2002, p. 48-52.
- Des nouvelles du front. Chronique de la vie philosophique dans Kairos, no 21, septembre 2003.
- L’espace et la spatialité chez Kant (Esthétique transcendantale, § 2 et 3) dans Kairos, no 22, 2003, p. 9-59.
- Chronique de la vie philosophique dans Kairos, no 22, décembre 2003, p. 321-326.
- « Tel père, tel fils ». La violence de la filiation. L’exemple d’Abraham et d’Isaac, dans Questions d’orientation. Revue de l’ACOP-France, no 4, décembre 2003, p. 55-63.
- Pouvoir de vie et de mort. À propos du « jugement de Salomon », dans Esprit, mars-avril 2005, p. 191-207. Texte retenu par "La Revue des revues" de l'ADPF. Disponible aussi sur le site "Fu Lei" (avec traduction en chinois). Traduction en anglais, en espagnol, en arabe.
- « Plus tard, ailleurs – sur l’utopie », Le Portique, 1 - 2005 - e-portique 1, [En ligne], mis en ligne le 16 mai 2005.
- « Recyclage et télévision. Remarques sur la "télé-intimité", le capitalisme et la prostitution », dans La Voix du regard, n° 18, octobre 2005, p. 13-28.
- « La Shoah: échec de la modernité ou événement unique et normal? À propos de Zygmunt Bauman, Modernité et holocauste. Paris, éd. Fabrique, 2002 » dans Dogma, janvier 2006.
- « L’École malgré la République », 16 avril 2006, dans [Sens public], rubrique Philosophie.
- « Le théâtre judiciaire de la commission parlementaire "Outreau" », dans [Sens public], 22 mai 2006.
- « Football versus prostitution », 20 septembre 2006, dans [Sens public]
- Réédition électronique de « Continuité et discontinuité dans la critique nietzschéenne de la métaphysique. Réflexion sur "les contempteurs du corps" dans Ainsi parlait Zarathoustra », dans la revue Philopsis, novembre 2006 (reprise d'un article paru dans Dioti en 1998).
- Réédition électronique de « La promesse, la mémoire, l’oubli et le temps. Réflexions sur un passage remarquable de La généalogie de la morale (II, 1) », dans la revue Philopsis, novembre 2006 (reprise d'un article paru dans Dioti en 1998).
- «Le mythe de la libération» dans Les désarrois de l’homme dans les sociétés développées, Cahiers du GREP-Toulouse, novembre 2006, p. 45-75.
- Parti Socialiste français : la politique comme religion 26 novembre 2007 Sens-Public.org
- La laïcité institutrice de libertés, juin 2009, Sens-Public.org
- Lettre sur les suicides à l’usage des vivants, dans les Cahiers de la prévention du suicide, janvier 2010.
- 2012 : Cahier du GREP : « Critique de la jouissance technologique » p. 65-78.
- Préface des Pendus, de Nadège Prugnard et Barthélému Bompard, éd. L'Entretemps, 2013
- La délinquance routière, soupape sociale, Libération du 16 juillet 2001
- La dangereuse imposture nucléaire, Le Monde du 7 septembre 2012